# Wereldkampioenschappen rodelen 2020

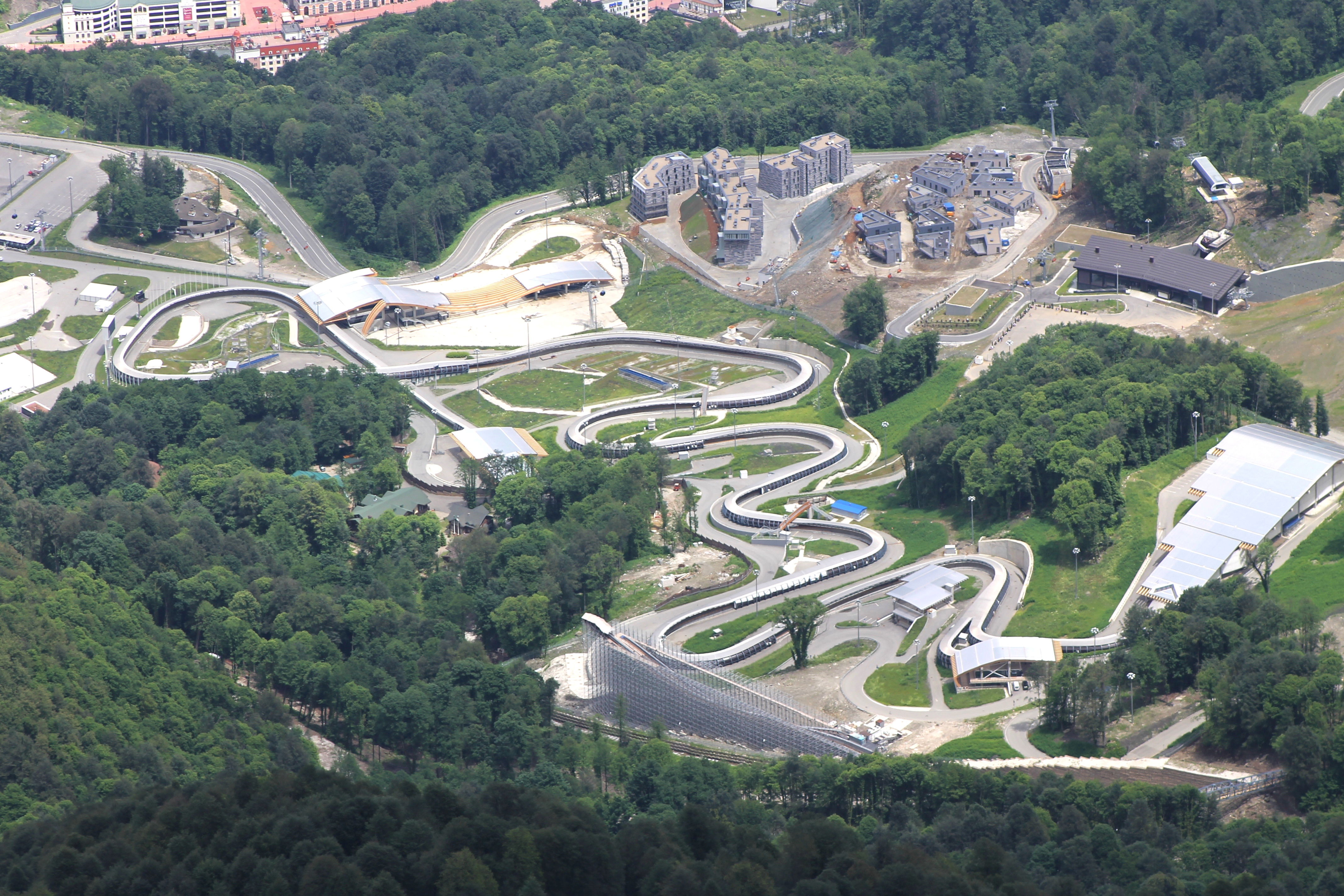
De Sanki-baan.

De wereldkampioenschappen rodelen 2020 werden gehouden van 14 tot en met 16 februari op de Sanki-baan in Sotsji, Rusland.
Er werden deze editie zeven titels vergeven. Drie op de traditionele onderdelen mannen individueel en dubbel en vrouwen individueel. De andere vier op de recent nieuwe sprint onderdelen mannen individueel en dubbel en vrouwen individueel en de teamestafette.

## Wedstrijdschema
| 14 februari                                                               | 15 februari                           | 16 februari                      |
| ------------------------------------------------------------------------- | ------------------------------------- | -------------------------------- |
| Mannen dubbel sprint Vrouwen individueel sprint Mannen individueel sprint | Mannen dubbel (m) Vrouwen individueel | Mannen individueel Teamestafette |

## Medaillewinnaars
| Onderdeel                  | D/L   | Goud                                                                  | Zilver                                                              | Brons                                                                        |         |
| -------------------------- | ----- | --------------------------------------------------------------------- | ------------------------------------------------------------------- | ---------------------------------------------------------------------------- | ------- |
| Mannen individueel sprint  | 15/6  | Roman Repilov                                                         | David Gleirscher                                                    | Dominik Fischnaller                                                          | uitslag |
| Mannen individueel         | 34/15 | Roman Repilov                                                         | Jonas Müller                                                        | Wolfgang Kindl                                                               | uitslag |
| Vrouwen individueel sprint | 15/6  | Jekaterina Katnikova                                                  | Tatjana Ivanova                                                     | Elīza Cauce                                                                  | uitslag |
| Vrouwen individueel        | 29/13 | Jekaterina Katnikova                                                  | Julia Taubitz                                                       | Victoria Demtsjenko                                                          | uitslag |
| Mannen dubbel sprint       | 15/7  | Alexander Denisjev + Vladislav Antonov                                | Emanuel Rieder + Simon Kainzwaldner                                 | Tobias Wendl + Tobias Arlt                                                   | uitslag |
| Mannen dubbel              | 19/11 | Toni Eggert + Sascha Benecken                                         | Alexander Denisjev + Vladislav Antonov                              | Tobias Wendl + Tobias Arlt                                                   | uitslag |
| Teamestafette              | 11/11 | Duitsland Julia Taubitz Johannes Ludwig Toni Eggert + Sascha Benecken | Letland Kendija Aparjode Kristers Aparjods Andris Šics + Juris Šics | Verenigde Staten Summer Britcher Tucker West Chris Mazdzer + Jayson Terdiman | uitslag |

### Medaillespiegel
| #      | Land             | Goud | Zilver | Brons | Totaal |
| ------ | ---------------- | ---- | ------ | ----- | ------ |
| 1      | Rusland          | 5    | 2      | 1     | 008    |
| 2      | Duitsland        | 2    | 1      | 2     | 005    |
| 3      | Oostenrijk       | 0    | 2      | 1     | 003    |
| 4      | Italië           | 0    | 1      | 1     | 002    |
| “      | Letland          | 0    | 1      | 1     | 002    |
| 6      | Verenigde Staten | 0    | 0      | 1     | 001    |
| Totaal | Totaal           | 7    | 7      | 7     | 21     |

## Nederlandse deelnemers
| Vrouwen individueel | Dania Obratov | 26e |
| Vrouwen individueel | Daria Obratov | 27e |

1955 ·
1957 ·
1958 ·
1959 ·
1960 ·
1961 ·
1962 ·
1963 ·
1965 ·
1967 ·
1969 ·
1970 ·
1971 ·
1973 ·
1974 ·
1975 ·
1977 ·
1978 ·
1979 ·
1981 ·
1983 ·
1985 ·
1987 ·
1989 ·
1990 ·
1991 ·
1993 ·
1995 ·
1996 ·
1997 ·
1999 ·
2000 ·
2001 ·
2003 ·
2004 ·
2005 ·
2007 ·
2008 ·
2009 ·
2011 ·
2012 ·
2013 ·
2015 ·
2016 ·
2017 ·
2019 ·
2020 ·
2021 ·
2023 ·
2024 ·
2025 
Lijst van wereldkampioenen rodelen